# Đội đua Sepang Racing
Đội đua Sepang Racing, tên chính thức là Petronas Yamaha Sepang Racing Team (Petronas Yamaha SRT), là một đội đua đang tham gia giải đua xe MotoGP vô địch thế giới. Đội đua là đội đua vệ tinh của hãng xe Yamaha Motor.

## Lịch sử
Đội đua được Ban quản trị trường đua Sepang thành lập hồi năm 2015 với tên gọi ban đầu là Sepang International Company (SIC) Racing Team. Những năm đầu đội đua chỉ tham gia giải đua thể thức Moto3. Từ năm 2017, được sự tài trợ của Petronas, đội đua bắt đầu mở rộng quy mô hoạt động, bắt đầu tham gia giải đua thể thức Moto2 từ năm 2018, rồi MotoGP từ năm 2019.
Ngay ở mùa giải MotoGP đầu tiên (2019), đội đua đã nhiều lần giành được podium nhờ công của Fabio Quartararo, tay đua người Pháp cũng là bất ngờ lớn nhất của mùa giải.
Đội đua tiếp tục thành công vang dội ở mùa giải 2020, Quartararo và Franco Morbidelli mỗi người mang về cho họ 3 chiến thắng thể thức MotoGP. Như vậy, dù chỉ là đội đua vệ tinh nhưng đội đua đã mang về nhiều chiến thắng cho hãng xe Yamaha hơn là đội đua xưởng Yamaha.
Năm 2021, đội đua ký hợp đồng với Valentino Rossi. Ở nửa sau mùa giải, đội đua gặp khủng hoảng nhân sự (Morbidelli chấn thương và Rossi không gia hạn hợp đồng để giải nghệ) và khủng hoảng tài chính (cả Petronas và Trường đua Sepang đều rút tài trợ). Dẫn đến việc đội đua đã thông báo sẽ giải thể sau khi mùa giải 2021 kết thúc.

## Kết quả thể thức MotoGP (từ năm 2019)
| Năm  | Tên đội             | Xe            | Số | Tay đua           | 1      | 2       | 3     | 4       | 5     | 6       | 7       | 8     | 9       | 10      | 11     | 12      | 13    | 14      | 15    | 16    | 17      | 18    | 19      | 20 | Điểm | BXH tay đua | Điểm | BXH đội đua | Điểm | BXH xưởng đua |
| ---- | ------------------- | ------------- | -- | ----------------- | ------ | ------- | ----- | ------- | ----- | ------- | ------- | ----- | ------- | ------- | ------ | ------- | ----- | ------- | ----- | ----- | ------- | ----- | ------- | -- | ---- | ----------- | ---- | ----------- | ---- | ------------- |
| 2019 | Petronas Yamaha SRT | Yamaha YZR-M1 | 20 | Fabio Quartararo  | QAT 16 | ARG 8   | AME 7 | ESP Ret | FRA 8 | ITA 10  | CAT 2   | NED 3 | GER Ret | CZE 7   | AUT 3  | GBR Ret | RSM 2 | ARA 5   | THA 2 | JPN 2 | AUS Ret | MAL 7 | VAL 2   |    | 192  | 5th         | 307  | 4th         | 321  | 2nd           |
| 2019 | Petronas Yamaha SRT | Yamaha YZR-M1 | 21 | Franco Morbidelli | QAT 11 | ARG Ret | AME 5 | ESP 7   | FRA 7 | ITA Ret | CAT Ret | NED 5 | GER 9   | CZE Ret | AUT 10 | GBR 5   | RSM 5 | ARA Ret | THA 6 | JPN 6 | AUS 11  | MAL 6 | VAL Ret |    | 115  | 10th        | 307  | 4th         | 321  | 2nd           |
| 2020 |                     |               |    |                   | QAT    | SPA     | ANC   | CZE     | AUT   | STY     | RSM     | EMI   | CAT     | FRA     | ARA    | TER     | EUR   | VAL     | POR   |       |         |       |         |    |      |             |      |             |      |               |
| 2020 | Petronas Yamaha SRT | Yamaha YZR-M1 | 20 | Fabio Quartararo  | -      | 1P      | 1PF   | 7       | 8     | 13      | Ret     | 4     | 1F      | 9P      | 18P    | 8       | 14    | Ret     | 14    |       |         |       |         |    | 127  | 8th         | 248  | 2nd         | 204  | 2nd           |
| 2020 | Petronas Yamaha SRT | Yamaha YZR-M1 | 21 | Franco Morbidelli | -      | 5       | Ret   | 2       | Ret   | 15      | 1       | 9     | 4P      | Ret     | 6      | 1F      | 11    | 1P      | 3     |       |         |       |         |    | 158  | 2nd         | 248  | 2nd         | 204  | 2nd           |
| 2021 |                     |               |    |                   | QAT    | DOH     | AME   | ESP     | FRA   | ITA     | CAT     | GER   | NED     | STY     | AUT    | GBR     | ARA   | RSM     | AME   | MAL   | ALG     | VAL   |         |    |      |             |      |             |      |               |
| 2021 | Petronas Yamaha SRT | Yamaha YZR-M1 | 21 | Franco Morbidelli | 18     | 12      | 4     | 3       | 16    | 16      | 9       | 18    |         |         |        |         |       |         |       |       |         |       |         |    | 40*  | 13th*       | 68*  | 10th*       | 234* | 1st*          |
| 2021 | Petronas Yamaha SRT | Yamaha YZR-M1 | 46 | Valentino Rossi   | 12     | 16      | Ret   | 16      | 11    | 10      | Ret     | 14    | Ret     | 13      | 8      | 18      |       |         |       |       |         |       |         |    | 28*  | 19th*       | 68*  | 10th*       | 234* | 1st*          |

* Mùa giải vẫn đang diễn ra.